# Consuelo Flecha García
Consuelo Flecha García, és Doctora en Ciències de l'Educació per la Universitat Complutense de Madrid, Espanya, i Catedràtica d'Història de l'educació des de 1998 a la Universitat de Sevilla. Exerceix una labor docent a la Universitat de Sevilla, on és Professora de la Facultat de Ciències de l'Educació, impartint classes d'Història de l'Educació Contemporània, i de Desenvolupament educatiu i professional de les Dones.

## Biografia
Consuelo Flecha va néixer a Bilbao en 1948, llicenciant-se en Filosofia i Lletres l'any 1970, especialitzant-se en la branca de Pedagogia, a la Universitat Complutense de Madrid. Més tard (1982), a la mateixa universitat, es va doctorar en Ciències de l'Educació.
Entre els anys 1975 i 1981 es va dedicar a la docència sent Professora Encarregada de Curs de la Universitat de Sevilla (USE) i Professora Agregada Interina de la Universitat de Cadis. Entre 1981 i 1983 va ser Professora Agregada d'Escola Universitària, passant en aquest any, per aplicació de la Llei de Reforma Universitària, a ser Catedràtica d'Escola Universitària. Va compaginar aquest treball amb el de Professora-Tutora de la UNED (Centre Associat de Cadis). Des de 1998 és Catedràtica d'Universitat, de l'àrea d'Història de l'Educació, a la Universitat de Sevilla.

## El seu treball
A més de la seua tasca com docent, Consuelo Flecha García desenvolupa projectes de recerca, formant part del grup de recerca "Dones, Benestar i Ciutadania" del Departament de Psicologia Experimental de l'USE estant les seves recerques centrades en els processos educatius de les dones, al llarg de la història (segles xix i xx principalment) i en l'actualitat, convertint-la en una especialista en aquesta matèria en la qual ha publicat diversos llibres (com “Les primeres universitàries a Espanya”, o “Les dones en la legislació educativa espanyola”) i un gran nombre d'articles (“Dones i Universitat a Espanya i a Amèrica Llatina”; “Repensar l'educació en temps d'igualtat”; Revista Historia de la Educación Latinoamericana, ISSN 0122-7238, Vol. 17, Nº. 24, 2015, exemplar dedicat a: Ofelia Uribe d'Acosta; “Dones joves i educació: assoliments i tasques”…).
També ha realitzat tasques docents com a professora convidada en algunes universitats europees (a Portugal i a Itàlia), iberoamericanes (a Argentina, Xile, Colòmbia, Cuba i Perú) i asiàtiques (com a Taiwan). A més compagina la seva labor docent amb la seva faceta de conferenciant en Congressos i Reunions Científiques tant en l'àmbit nacional com a internacional.
Entre altres institucions forma part del Seminari Interdisciplinari d'Estudis de les Dones de la Universitat de Sevilla i pertany a l'Associació Espanyola de Recerca Històrica de les Dones.
La seva labor ha estat distingida en atorgar-li premis com el XII Premi Dona atorgat per l'Ajuntament de Sevilla l'any 2009, 0 el Premi Meridiana a Iniciatives que promoguin el Desenvolupament de Valors per a la Igualtat entre les Persones Joves de la Conselleria per a la Igualtat de la Junta d'Andalusia, l'any 2012.